# Prestoea schultzeana
Prestoea schultzeana là loài thực vật có hoa thuộc họ Arecaceae. Loài này được (Burret) H.E.Moore miêu tả khoa học đầu tiên năm 1980.